# Bárðardalur
Bárðardalur är en dal på Island.
Bárðardalur, som är 70 kilometer lång genom flyts av Skjálfandarflót; des västra sida 800 meter bred är uppbyggd av basalt, den västra 400 meter bred av dolorit. En rätt betydande fårskötsel bedrivs i dalen.